# Stijn Smets
Stijn Smets (Retie, 3 november 1977) startte als vj op de Belgische zender TMF en behoorde toen bij de pioniers van de zender. Van de originele presentatoren was hij de laatste die nog voor TMF werkzaam was.
Vroeger presenteerde hij op de Belgische radiozender Studio Brussel op zaterdagmiddag samen met Ilse Liebens het programma De Maxx. Wegens besparingen kon hij niet meer terecht bij StuBru. Daarna deed hij vervangingen op Radio Donna, meestal voor het programma Donna Soirée. Na het einde van Donna was Stijn Smets in de zomer een tijd op MNM te horen in de MNM50 op zaterdag. In 2019 ging hij een periode voor NRJ werken.
Huidig (anno 2025):
Jan Bosman · Anke Buckinx · Alain Claes · Rani De Coninck · Evi Geysels · Tess Goossens · Kris Mannaerts · Sven Ornelis · Alexandra Potvin · Carl Schmitz · Stijn Smets · Kenneth Stevens · Raf Van Brussel · Ann Van Elsen · Brecht Vanmeirhaeghe · Heidi Van Tielen · Kris Wauters
Voormalig:
Luk Alloo (2016–2017) · Born Crain (2017–2020) · Herbert Bruynseels (2009–2017) · Jelle Cleymans (2011, 2022) · Chloé De Bie (2021–2024) · Nathalie Delporte (2014–2019) · Leen Demaré (2009–2019) · Leen Dendievel (2023) · Bart-Jan Depraetere (2020–2025) · Yves De Wolf (2021–2023) · Truus Druyts (2009–2017) · Els De Craecker (2009–2017) · Sophie Dewaele (2009–2010) · Michel Follet (2009–2016) · Bert Geenen (2009–2011) · Evy Gruyaert (2023) · Evi Hanssen (2017–2021) · Johan Henneman (2009) · Joris Hessels (2021) · Anne Paulissen (2018–2023) · Kathy Pauwels (2009–2010) · Laurens Pays (2013–2016) · Sofie Santermans (2011–2020) · Tony Talboom (2012–2016) · Jo Van Belle (2013–2016) · Dieter Vandepitte (2022–2023) · Lenke Van Olmen (2012–2025) · Dominique Van Malder (2021) · Elke Van Mello (2011–2021) · Bjorn Verhoeven (2012–2018) · Peter Verhoeven (2018–2019) · Robin Vissenaekens (2012–2016)
Laatste (per 2 januari 2009):
Joyce Beullens · Tom De Cock · Sebastian Decrop · Evy Gruyaert · Johan Henneman · Mark Heyninck · Anneleen Liégeois · Kris Luyten · Caren Meynen · Dave Peters · Marc Pinte · Thibaut Renard · Ann Reymen · Ben Roelants · Benjamien Schollaert · Elias Smekens · Stijn Smets · Lotte Stevens · Ann Van Elsen · Brecht Vanmeirhaeghe · Sofie Van Moll · David Van Ooteghem
Geschiedenis (1992–2009):
Jan Bosman · Ben Crabbé · Dominique Crommen · Erwin Deckers · Steve De Coninck-De Boeck · Kevin De Geest · Leen Demaré · Bart De Prez · Margot Derycke · Marc Deschuyter · Els Ermens · Michel Follet · Anne Gies · Jeroen Gorus · Walter Grootaers · Kristof Hayen · Geert Hoste · Mark Lefever · Kristien Maes · Kris Mannaerts · Luc Mertens · Johan Notenbaert · Sven Ornelis · Jaak Pijpen · Alexandra Potvin · Katja Retsin · Fien Sabbe · Bart Saerens · Mieke Scheldeman · Cara Van der Auwera · Iris Van Impe · Birgit Van Mol · Rob Vanoudenhoven · Evert Venema · Sofie Verbruggen · Ronald Verhaegen · Peter Verhulst · Jean Vijdt · Robin Vissenaekens · Albrecht Wauters · Niels William · Yasmine